# Abraham Ortelius

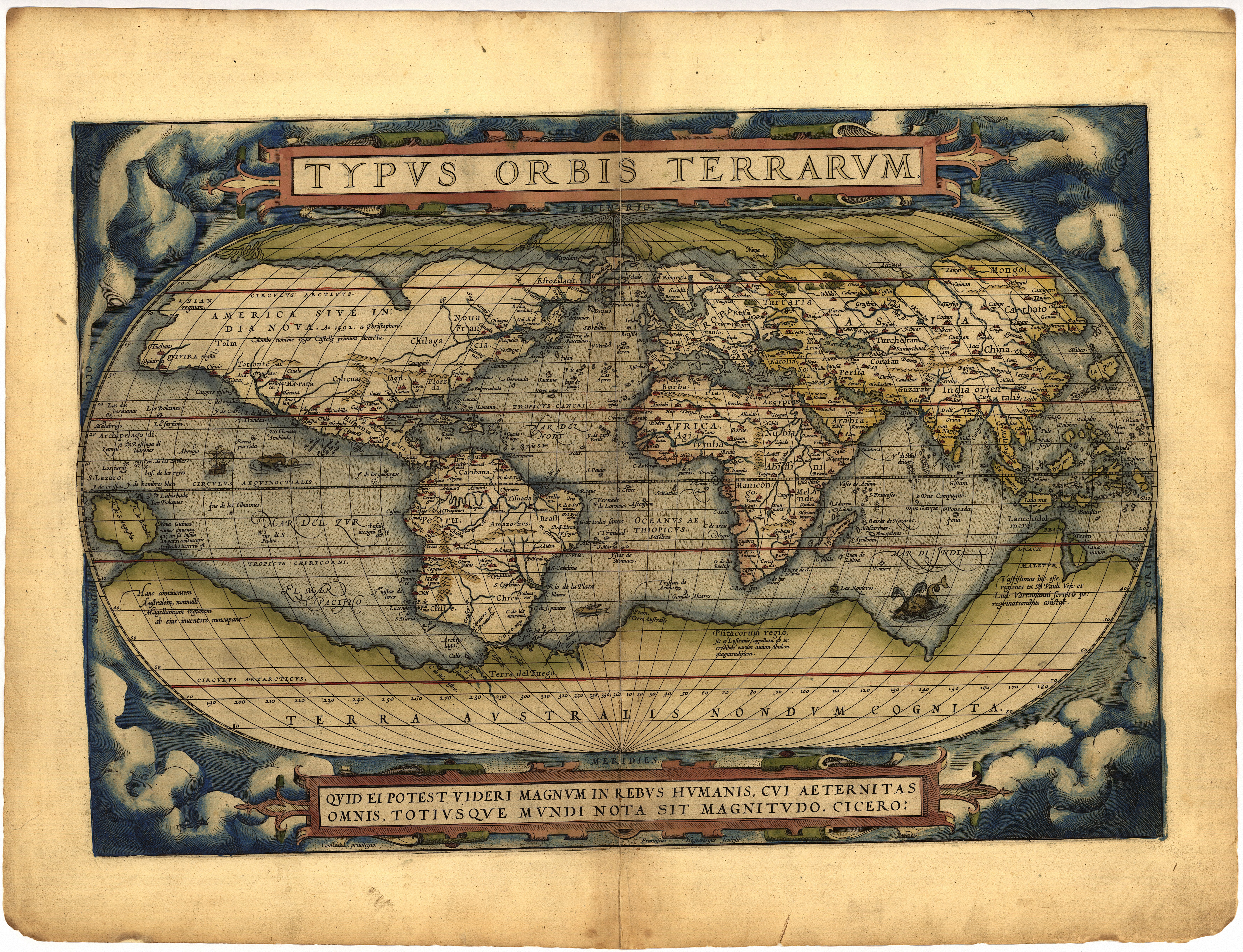
Theatrum Orbis Terrarum

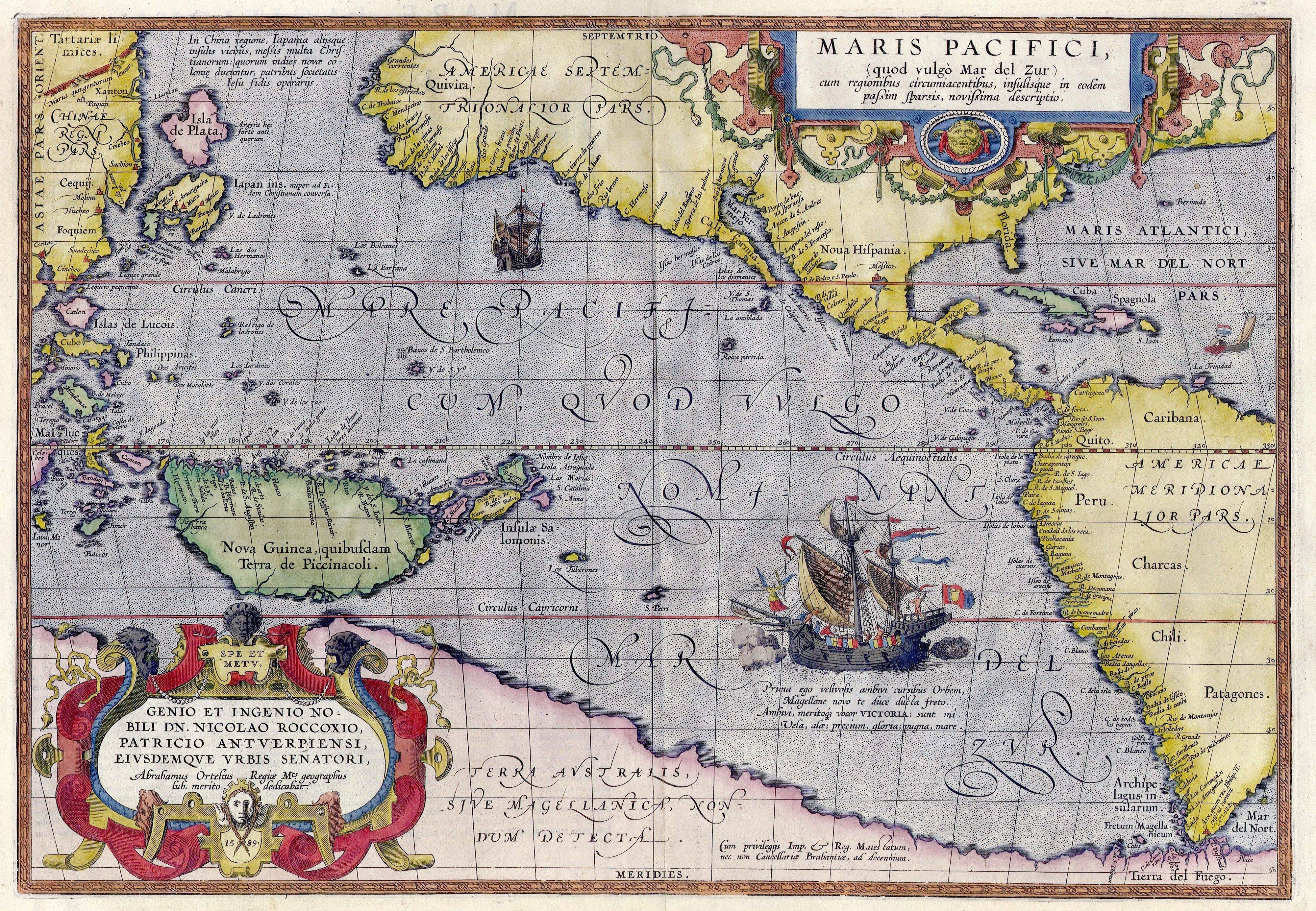
Maris Pacifici

Abraham Ortelius eller Abraham Ortels, född 4 april (möjligen 14 april) 1527 i Antwerpen, död 28 juni 1598 i Antwerpen, var en flamländsk-belgisk arkeolog, kartograf och geograf.
Han är mest känd för att ha utgivit vad som brukar benämnas världens första kartbok och för att ha varit bland de första att lägga fram teorin om kontinentaldriften.

## Biografi
Abraham Ortelius var äldste son till antikhandlaren Leonard Ortels. Efter faderns död 1537 flyttade han till sin farbror Jakob van Meteren. I unga år studerade han grekiska, latin och matematik. Han började sedan arbeta som kart- och bokhandlare samtidigt som han studerade till kartograf. 1547 antogs han som lärling i Sint-Lucasgilde för att färglägga kartor. Han köpte gamla kartor, färglade dem och sålde dem därefter, vilket bidrog till familjens försörjning.
Under denna tid reste Ortelius mycket och besökte nuvarande Nederländerna, Belgien, Frankrike, Italien, England, Irland och Tyskland, där familjen hade släkt i Augsburg. Under 1560 reste han även runt med kartografen Gerhard Mercator till Trier, Lorrainetrakten och Poitierstrakten. Kontakten och resorna med Mercator stärkte hans intresse för att göra egna kartor.[källa behövs]
1564 publicerade Ortelius sin första världskarta på åtta blad som senare även skulle pryda den första kartboken. Det enda kända kvarvarande exemplaret förvaras idag i Bernuniversitetets bibliotek.
Under de följande åren tillverkade han specialkartor över bland annat Egypten, Spanien och Asien.
Den 20 maj 1570 gav den nederländske tryckaren Gilles Coppens de Diest ut Ortelius kartbok "Theatrum Orbis Terrarum" som anses vara världens första tryckta kartbok. Den innehöll den första systematiska kartsammanställningen utifrån dåtidens geografiska kunskaper och den första utgåvan omfattade 70 kartor i kopparstick på 53 blad. Dess bilaga "Catalogus auctorum tabularum geographicarum" kom att utgöra ett viktigt material för eftervärldens historiker eftersom Ortelius där listar samtliga kartografer som varit hans källor..
Kartboken var tillägnad Filip II av Spanien som gengäldade detta genom att utnämna Ortelius till Geographus regius (kunglig geograf). Han påbörjade sin tjänst vid det hovet 1575.
I samband med arbetet som han genomförde inför nytryckningen av "Thesaurus geographicus" 1596 utvecklade han och lade fram en teori om kontinentaldriften.
Abraham Ortelius dog 1598 vid 71 års ålder och begravdes  i Premonstratensordens St Michaelkyrkan i Antwerpen.

## Eftermäle
Asteroiden 13132 Ortelius är uppkallade efter honom.

## Centrala verk
- 1570: Theatrum Orbis Terrarum, en tryckt kartbok som anses vara världens första
- 1572: Civitates orbis terrarum, en kartsamling över världens större städer
- 1575: Deorum, Dearumque Capita e veteribus numismatibus; en skrift med bilder ur Ortelius arkeologiska samling
- 1587: Thesaurus geographicus, ett uppslagsverk över geografiska namn[7][9]
- 1589: Maris Pacifici; den första tryckta kartan över Stilla havet